# Piper cajambrense
Piper cajambrense är en pepparväxtart som beskrevs av Trel. & Yunck.. Piper cajambrense ingår i släktet Piper och familjen pepparväxter. Inga underarter finns listade i Catalogue of Life.